# El gran truco (programa de televisión)
El Gran Truco es un docu-reality chileno producido y transmitido por Canal 13. Fue estrenado el 30 de marzo de 2014 y finalizó el 6 de julio de 2014, estuvo conducido por Eduardo Fuentes. Está inspirado en Los simuladores, la exitosa serie de televisión argentina que adaptó en 2005 el mismo canal, y donde un grupo de especialistas, por medio de montajes, soluciona los problemas de gente común y corriente.

## Formato
En cada capítulo un “cómplice” del entorno cercano al protagonista contará su conflicto al conductor Eduardo Fuentes, quien investigará a fondo la situación y presentará una serie de situaciones al personaje central de la historia, que lo irán convenciendo de enfrentar y dar una solución a sus problemas.
Para ello, el conductor representará distintos personajes que le permitirán meterse de lleno en las historias, para lo cual requiere de profundos cambios de look.

## Capítulos
| # Episodio | # Temporada | Título                  | Fecha de emisión    | Índice de audiencia |
| --- | ----------- | ----------------------- | ------------------- | ------------------- |
| 1 | 1           | «Papa, soy bisexual»    | 30 de marzo de 2014 | 21,2                |
| Matias es un joven de 18 años le quiere confesar a sergio su padre que es bisexual, y para eso tendrá la ayuda del programa El gran truco quienes a través de situaciones relacionadas con homosexuales hagan cambiar el pensamiento que tiene el padre sobre los homosexuales y no lo rechace cuando sepa la verdad. En el proceso el joven contó con ayuda de famosos como Tonka Tomicic y ‘Coca’ Mendoza, ídolo de su papá, además de Leandro Martínez, Andrés de León y la selección gay de fútbol chileno. - Participaciones especiales - Tonka Tomicic - Gabriel Mendoza - Leandro Martínez - Andrés de León |             |                         |                     |                     |
| 2 | 1           | «Compradora Compulsiva» | 6 de abril de 2014  | 15,8                |
| Eugenia es una mujer adicta a los compras, pero esto cambiara debido a que por medio de situaciones de problemas familiares producto de esta adicción, harán cambiar la situación actual de Eugenia. Para esto el conductor del programa se convertirá en un sanador espiritual y también contara con la ayuda de distintos personajes. - Participaciones especiales - Karla Constant |             |                         |                     |                     |
| 3 | 1           | «¡Salvemos la escuela!» | 20 de abril de 2014 | 12,9                |
| Valentina, Guillermo son parte del grupo de niños que acudieron al programa para que no cierren su colegio, el cual lo van a cerrar y demoler dado que no hay dinero suficiente para financiar este colegio y también porque en este lugar ocurrió un incendio. Además, este colegio funciona como albergue para personas que no tienen hogar. Para esto la producción a través de diferentes hechos harán que los concejales cambien esta decisión. - Participaciones especiales - Luis Dimas - José Alfredo Fuentes - Hugo Rubio - Jaime Pizarro - Emiliano Vecchio - Yamna Lobos                                |             |                         |                     |                     |
| 4 | 1           | «¡Suegra, acépteme!»    | 27 de abril de 2014 | 12,8                |
| Carlos es un hombre de 32 años que es felizmente pareja con Francisca, su novia, y espera también casarse con ella, pero el problema es su suegra quien no lo acepta dado que cree que su hija merece alguien mejor que el. Con la ayuda del programa Carlos le demostrará a su suegra que él sí puede mantener a su hija y cuidar de ella. - Participaciones especiales - Andrés de León - Gianella Marengo - Camila Recabarren - Perla Ilich - Paulina Rojas - Melina Figueroa - Camila Nash |             |                         |                     |                     |
| 5 | 1           | «Jamás Besado»          | 4 de mayo de 2014   | 15,1                |
| Randy es un hombre de 23 años, virgen y que jamás ha besado a alguien. Pero él está enamorado de su mejor amiga Valerie, quien no está enamorada de él, solo lo ve como un amigo. Para esto Randy contará con la ayuda de El gran truco, que le ayudará a conquistar a su amor. Cuatro meses después, la producción visitó a Randy y dijo que Valerie y él nunca tuvieron algo más, siguieron como amigos, Además que en una fiesta por fin pudo dar su primer beso. - Participaciones especiales - Andrés de León                                                                                                 |             |                         |                     |                     |
| 6 | 1           | «Busco el perdón»       | 11 de mayo de 2014  | 11,5                |
| Marijo es una mujer que trabaja de cocinera en su propio restaurante, del cual se puede sustentar económicamente y tener una vida tranquila. Pero ella está arrepentida de los errores que cometió en el pasado: esos errores tuvieron consecuencias dentro de su familia que ella quiere revertir, obteniendo el perdón de su padre y recuperando a su hija. Para esto Marijo contara con la ayuda de El Gran Truco que la ayudara tener de nuevo el cariño de su hija y el perdón de su padre. - Participaciones especiales - Katty Kowaleczko - Alonso Quintero                                                 |             |                         |                     |                     |
| 7 | 1           | «Un cambio de vida»     | 18 de mayo de 2014  | 14,8                |
| Barbara es una mujer de 18 años alcohólica, atrevida, que le gusta salir a fiestas vez que tenga la oportunidad. Su madre a escondida de ella acudió al programa El gran truco para que hagan cambiar la actitud de Barbara y entre en razón de que no siempre la vida será para vivirla borracha y estar de fiesta en fiesta. Para esto el programa pondrá a Barbara en varias situaciones fundamentales en el caso para que recapacite. - Participaciones especiales - Diana Bolocco - Cristian Menares - Rodrigo Wainraihgt                                                                                     |             |                         |                     |                     |
| 8 | 1           | «Veo fantasmas»         | 25 de mayo de 2014  | 12,7                |
| Galya es una especial joven de 21 años. Desde que falleció su hermana mayor, dice ver fantasmas, demonios y duendes, no puede dormir de noche, despierta gritando y tiene a toda su familia tremendamente preocupada. Su padre se ha puesto un objetivo: lograr que su hija recupere la tranquilidad, que vuelva a sonreír y a ser feliz. Para ello, “El Gran Truco” la va a ayudar, aunque en este caso el éxito dependerá de ella, pues se trata de un conflicto muy distinto y complicado de resolver. - Participaciones especiales - Dominique Gallego - Álvaro Santi                                          |             |                         |                     |                     |
| 9 | 1           | «Pareja en crisis»      | 1 de junio de 2014  | 15,1                |
| Marcelo es un padre de familia fanático del fisioculturismo que sólo piensa en coronarse como el mejor de Chile en esta disciplina. La devoción que él tiene a este deporte, ha hecho que su familia pase a un segundo plano. Por eso Francisca, su mujer, recurrió a "El Gran Truco" para que su esposo vuelva a preocuparse de su familia. - Participaciones especiales - Katty Kowaleczko - Rodrigo Wainraihgt - Claudio Moreno |             |                         |                     |                     |
| 10 | 1           | «Fobias y Adicciones»   | 8 de junio de 2014  | 12,9                |
| En este capítulo dos personas con graves problemas protagonizarán El Gran Truco. Natalia es una mujer que sufre de pánico escénico y Rodrigo es un fumador compulsivo, estas 2 personas llevan por años buscando soluciones a sus afecciones, sin embargo, no han encontrado nada. Pero el programa los ayudara, mostrándoles que la solución está al alcance de sus manos. - Participaciones especiales - Diana Bolocco |             |                         |                     |                     |
| 11 | 1           | «Mi hermano drogadicto» | 15 de junio de 2014 | 11,3                |
| En este capítulo veremos 2 hermanos muy distintos, por una parte está Pato que es artista y por otra parte esta Rolo que es drogadicto y tiene 2 hijos de los que no se preocupa. Pato lo ha intentado todo para sacar a su hermano de la drogadicción y la delincuencia, pero Rolo no quiere la ayuda de nadie. Para esto Pato acudió al programa para que lo ayuden ha sacarlo de este mundo, es entonces que el programa hará a Rolo pasar por momentos extremos para que recapacite. - Participaciones especiales - Amira Hadwa                                                                                |             |                         |                     |                     |
| 12 | 1           | «Matrimonio sorpresa»   | 22 de junio de 2014 | 12,7                |
| Karina es una joven de 21 años que quiere sorprender a su novio José Luis de 41 años y pedirle matrimonio, pero su suegro no la acepta porque según él; los 2 están cometiendo adulterio y el encuentra que eso se ve muy mal de una mujer. Es por esto que Karina acudió a la ayuda del programa para que la ayuden a demostrar a su suegro que esto no es así y ella puede ser una muy buena pareja para José Luis, su hijo, pero un vuelco inesperado hará que ella sea la sorprendida. - Participaciones especiales - Jenny Cavallo - Natalino - Diana Bolocco - Bernardo borgeat                              |             |                         |                     |                     |
| 13 | 1           | «Papá a los 16»         | 29 de junio de 2014 | 14,3                |
| Ignacio es un joven de 16 años que es papa, pero no ha sabido enfrentar su realidad con madurez. Él prefiere practicar skate y cantar rap, que pasar más tiempo con su hijo Martin y ayudarlo en lo que necesite. Pero su novia Javiera y su madre María Isabel quieren que el madure y se haga cargo de sus responsabilidades, para esto acudieron a El Gran Truco para que logren que Ignacio cambie y recapacite. - Participaciones especiales - Edwin Líbano Chumbeque - Pascal (novia de Chumbeque) - Eduardo Fuentes                                                                                         |             |                         |                     |                     |
| 14 | 1           | «Adictos al cigarro»    | 6 de julio de 2014  | 9,5                 |
| Una niña acudió a "El Gran Truco" porque quiere que sus abuelos, que viven con su tío que tiene problemas al corazón, dejen de fumar. Con la ayuda de Don Miguel y otras celebridades, buscaran su ayuda. - Participaciones especiales - Christian Vittori - Leo Rey - "Don Miguel" García Martín - Diego Rivarola |             |                         |                     |                     |